# Новенский сельсовет
Новенский сельсовет — муниципальное образование со статусом сельского поселения и административно-территориальное образование в Локтевском районе Алтайского края России. Административный центр — село Новенькое.

## Население
| 1997 | 1998 | 1999 | 2000 | 2001 | 2002 |
| ---- | ---- | ---- | ---- | ---- | ---- |
| 930  | ↗940 | ↗962 | ↘920 | ↘839 | ↘820 |
| 2003 | 2004 | 2005 | 2006 | 2007 | 2008 |
| ↗821 | ↘815 | ↘810 | ↘750 | ↘710 | ↘700 |
| 2009 | 2010 | 2011 | 2012 | 2013 | 2014 |
| ↘616 | ↘539 | ↘535 | ↘511 | ↘480 | ↘453 |
| 2015 | 2016 | 2017 | 2018 | 2019 | 2020 |
| ↘428 | ↘412 | ↘402 | ↘382 | ↘352 | ↘340 |
| 2021 |      |      |      |      |      |
| ↘322 |      |      |      |      |      |

По результатам Всероссийской переписи населения 2010 года, численность населения муниципального образования составила 539 человек, в том числе 257 мужчин и 282 женщины.

## Населённые пункты
11 сентября 2008 года был упразднён посёлок Калантырь Новенского сельсовета
В настоящее время в состав сельского поселения входит один населённый пункт — село Новенькое.